# Julius Zähler
Wilhelm Julius Zähler (* 13. Mai 1827 in Bautzen; † 26. Oktober 1913 in Dresden) war ein deutscher Lehrer und Jugendbuchautor.

## Leben und Wirken
Nach dem Besuch der Seminarschule in Bautzen und dem Unterricht (von 1841 bis 1848) an der Präparandenanstalt und dem Seminar in Bautzen wurde Julius Zähler im Jahre 1848 Hauslehrer bei Herrn Kammerherrn von Watzdorf in Leichnam. Im darauffolgenden Jahr wurde er Elementarlehrer an der Stadtschule in Königsbrück und 1855 Lehrer an der Schule zu Rath und That in Dresden. 1857 wechselte er als Oberlehrer und stellvertretender Direktor an die Lehr- und Erziehungsanstalt für Töchter gebildeter Stände und dem damit verbundenen Seminar für Lehrerinnen zu Friedrichstadt-Dresden. 1865 wurde Zähler an das Gräflich Vitzthum’sche Gymnasium als Oberlehrer berufen.
Er war Mitglied des Vereins für Erdkunde zu Dresden.
Er war seit 1878 Mitglied der Section Dresden des „Deutschen und Oesterreichischen Alpenvereins“.

## Schriften (Auswahl)
- Das Schlittschuhlaufen. Für Jung und Alt beiderlei Geschlechts methodisch dargestellt, Leipzig, 1866.
- Das Elternhaus und die ästhetische Erziehung seiner Töchter
- Schütze und Bachant. Zeit- und Sittenbild aus dem Schulleben des 16. Jahrhunderts. Der zoologische Garten. Mit 12 Bildern, 2. Auflage, Dresden.
- Thiere in Kleid und Schuh. Mit 12 Bildern, Leipzig.
- Ernst und Scherz für’s Kinderherz. Mit 12 Bildern., Leipzig.
- Robinsons Thierbude, 3. Auflage, Dresden.
- Herr und Madame Gernegroß. Mit 12 Bildern, 2. Auflage, Dresden.
- Das Buch vom Onkel Hopsasa. Mit 6 Kupfern, 2. Auflage, Leipzig.
- Thierbilder. Mit 12 Bildern, Dresden.
- Thiere jung und alt, in menschlicher Gestalt. Mit 12 Bildern, Dresden.
- Im Walde. Mit 16 Bildern, Dresden.
- Ernster und heiterer Kampf und Jagdbilder, Dresden.
- Soldatenlust, Soldatenleid für Deutschlands muth'ge Junge, Dresden, 1867.
- Edelwitha. Die Schöpfung des Edelweiß. Eine Alpenerzählung in sieben Gesängen, Dresden, 1880.
- Karo und der Blinde, Berlin, 1896.
- (mit Emil Köhler): Tiere in Kleid und Schuh. Mit lustigen Geschichten dazu, 1910

## Ehrungen
- Kaiserlich-türkischer Medjidie-Orden, 3. Klasse